# Karl-Otto Apel
‎Karl-Otto Apel, nemški filozof, pedagog in akademik, * 15. marec 1922, Düsseldorf, † 15. maj 2017, Niedernhausen.
Med letoma 1962 in 1972 je bil profesor filozofije na Univerzi v Kielu, med letoma 1972 in 1990 na Univerzi Johann Wolfgang Goethe (Frankfurt na Majni), nato profesor emeritus na tej univerzi.
Bil je član Evropske akademije znanosti in umetnosti.